# Impatiens polhillii
Impatiens polhillii är en balsaminväxtart som beskrevs av C. Grey-wilson. Impatiens polhillii ingår i släktet balsaminer, och familjen balsaminväxter. Inga underarter finns listade i Catalogue of Life.